# Sacoila argentina
Sacoila argentina är en orkidéart som först beskrevs av August Heinrich Rudolf Grisebach, och fick sitt nu gällande namn av Leslie Andrew Garay. Sacoila argentina ingår i släktet Sacoila och familjen orkidéer. Inga underarter finns listade i Catalogue of Life.